# Paperino lingualunga
Paperino lingualunga (Wintertime Wager) è una storia a fumetti in dieci tavole realizzata da Carl Barks e pubblicata per la prima volta su Walt Disney's Comics and Stories n. 88 del gennaio 1948. Vi esordisce il personaggio di Gastone Paperone, cugino di Paperino. In questa occasione il personaggio è solo un espediente narrativo introdotto perché Barks necessitava di "qualcuno che Paperino avrebbe provato a superare"; pur essendo già un antipatico fanfarone, è quindi ancora privo della sua caratteristica principale, ovvero la fortuna. Barks affermò che potrebbe aver pensato alla trama dopo aver letto di un club di nuoto invernale di San Francisco che andava a nuotare nei pressi del Golden Gate Bridge a Capodanno.

## Trama
In un freddissimo giorno di Natale, il cugino Gastone si presenta a casa di Paperino ricordandogli di aver firmato, in un caldo giorno di luglio, una dichiarazione secondo la quale avrebbe ceduto a Gastone la sua casa se non avesse nuotato nel lago dell'Orso Ghiacciato in quel giorno festivo. Qui, Quo e Qua tentano di aiutare lo zio a tener fede alla promessa, ma ogni espediente va a vuoto, compreso quello di trascinarlo nel lago legato a un trattore. Paperino si accinge a firmare il contratto di donazione quando arriva Paperina, che ricorda a Gastone di essersi a sua volta impegnato a bere dieci litri di limonata in un'ora, pena la riconsegna della casa a Paperino. Gastone non riesce a trangugiarne una simile quantità e si trova così costretto a ridare la casa al cugino. Mentre Paperina va via, però, i due cugini continuano a litigare sfidandosi in scommesse ancora più esagerate delle prime, alle quali i nipotini e Paperina assistono rassegnati.

## Edizioni
La storia fu pubblicata per la prima volta negli Stati Uniti su Walt Disney's Comics and Stories n. 88 del gennaio 1948. Fu poi ristampata più volte a partire dagli anni ottanta, e pubblicata in diverse nazioni europee oltre che in Australia, Brasile, Egitto e Indonesia. In Italia fu pubblicata per la prima volta il 25 settembre 1949 nel n. 64 della collana Albi tascabili di Topolino, adattata per il formato a striscia del periodico; fu la terza storia con Gastone a venire pubblicata in italiano, ma la prima in cui il personaggio fu chiamato col suo nome definitivo. Dopo alcune ristampe in vari formati negli anni settanta e ottanta, nell'aprile 1992 la storia fu pubblicata nel n. 31 di Zio Paperone in un'edizione fedele all'originale ma ricolorata, utilizzata anche per le successive ristampe.